# آندریاس ایساکسون
آندریاس ایساکسون (سوئدی: Andreas Isaksson زادهٔ ۳ اکتبر ۱۹۸۱) بازیکن فوتبال اهل کشور سوئد است.

## تیم ملی
وی برای تیم ملی فوتبال سوئد ۱۰۲ بازی انجام داده و ۰ گل به ثمر رسانده‌است. پست تخصصی این بازیکن نیز، دروازه‌بان است.